# ঈ
Cette page contient des caractères spéciaux ou non latins. S’ils s’affichent mal (▯, ?, etc.), consultez la page d’aide Unicode.
ই, transcrit i, est une voyelle de l’alphasyllabaire assamais-bengali.

## Représentations informatiques
Ses caractères Unicode sont :
| formes       | représentations | chaînes de caractères | points de code | descriptions                  | note |
| ------------ | --------------- | --------------------- | -------------- | ----------------------------- | ---- |
| indépendante | ঈ               | ঈ                     | U+0988         | lettre bengali ī              |      |
| dépendante   | ◌ী               | ী                      | U+09C0         | diacritique voyelle bengali ī |      |